# Museo de la Escuela Anexa
El Museo de la Escuela Anexa es un museo escolar que forma parte de la Escuela Graduada Joaquín V. González perteneciente a la Universidad Nacional de La Plata (UNLP). Está ubicado en la calle 50, entre 117 y 118, en la ciudad de La Plata.
La Escuela Graduada Joaquín V. González es más conocida como la Escuela Anexa dado que al inaugurarse en 1906 su nombre original fue Escuela Graduada para Varones anexa a la Sección Pedagógica de la Facultad de Ciencias Jurídicas y Sociales.
El Museo de la Escuela Anexa forma parte de la Red de Museos de la Universidad Nacional de La Plata (UNLP).

## Historia

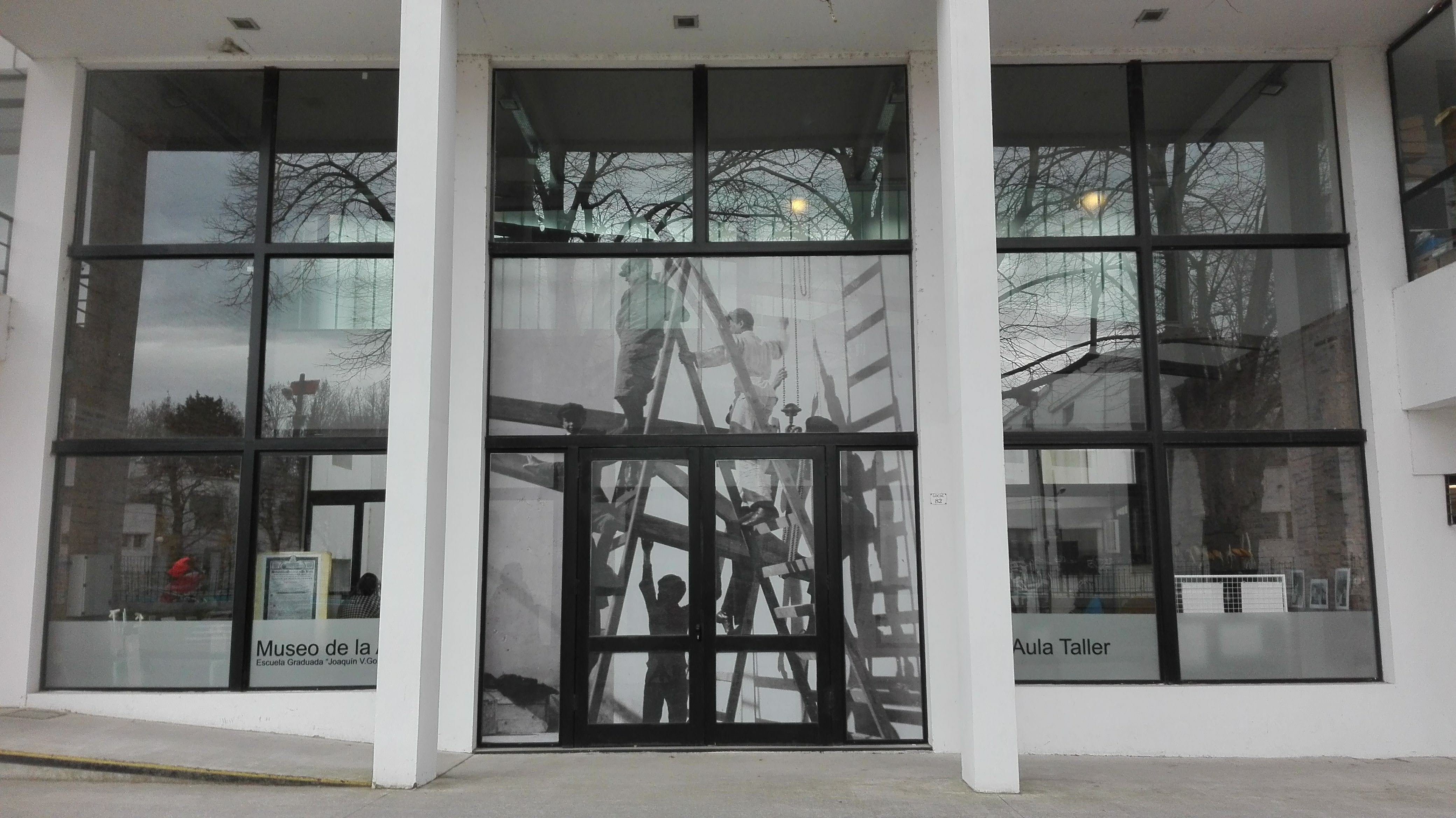
Fachada Museo de Anexa

En 2006 la Escuela Graduada Joaquín V. González conmemoró sus 100 años y ante la necesidad de documentar e interpretar la escuela en el pasado se inició una nueva organización del Museo Escolar.
En 2016 se inaugura la Sala Aula Taller, que fuera recuperada para preservar y reconstruir la historia escolar. Gracias al esfuerzo y compromiso de la Secretaría de Obras de la UNLP se logró conservar parte de las paredes originales, del que fuera el primer Taller de Manualidades de la Escuela, construido entre los años 1917 y 1924 por sucesivas cohortes de alumnos de sexto grado. Hoy forma parte del nuevo edificio administrativo de la Dirección de Deportes de la UNLP.

## Misión
El museo tiene como misión reconstruir la historia escolar a partir de la conservación de documentos y elementos patrimoniales pertenecientes a la Escuela.

## Colección
El acervo del museo está constituido por una gran variedad de elementos que fueron utilizados en la institución como: muebles y minerva del Taller de Imprenta, recipientes para la preparación de la copa de leche, tarjetas de lectura tipografiadas por los alumnos, bancos escolares, cuadernos de clase, punteros,  plumas, tinteros, máquinas de coser, computadoras, láminas escolares, elementos de física y química, clásticos, taxidermia, libros discursos, material audiovisual como proyectores, placas de vidrio, diapositivas y fotografías, entre otros.
En el repositorio institucional de la UNLP (SEDICI) se puede consultar el acervo del Museo de la Anexa. El mismo está en constante actualización.

## Visitantes
Los principales visitantes del museo son los alumnos de nivel inicial y primario de la escuela, pero también reciben visitantes externos a la misma.  